# Sebastião José de Oliveira
Sebastião José de Oliveira (Rio de Janeiro, 3 de novembro de 1918 – 16 de abril de 2005) foi um entomólogo, pesquisador e professor universitário brasileiro.
Primeiro cientista negro do Instituto Oswaldo Cruz, fez grandes contribuições para a catalogação e descrição entomológica das famílias de mosquitos Chironomidae, junto do pesquisador Ernst Fittkau, e Culicidae, tendo descoberto novas espécies e tendo sido homenageado por outros pesquisadores no nome de outras. 
Especializou-se também na família Ephydridae (também da ordem Diptera) e na ordem Strepsitera, junto de Marcos Kogan. Na Fiocruz contribuiu para a expansão e crescimento da Coleção Entomológica do Instituto Oswaldo Cruz indo desde a coleta de espécimes nas excursões empreendidas por Lauro Pereira Travassos, ainda como bolsista do Instituto, até a curadoria da própria Coleção, cargo que exerceu de 1986 - da reintegração a Fiocruz - até sua morte em 2005.

## Biografia

### Primeiros anos
Sebastião nasceu em 1918, no bairro de Cascadura, bairro operário do Rio de Janeiro. Filho de Onofre José de Oliveira (conhecido como Capitão por ter participado da Guarda Nacional) e Jesuína Fonseca de Oliveira (conhecida como Dona Ziza) teve 3 irmãos e 4 irmãs (Alaíde, Jacy, Eurídice e Edith Fonseca de Oliveira). Sendo filho de ferroviário em um bairro em que quase todos os seus vizinhos também o eram, a tendência era seguir o caminho de seu irmão mais velho, Rubem José de Oliveira (morto em 1978), que foi graxeiro na Central do Brasil e, posteriormente, foguista.
Entretanto, seus pais visavam que um de seus filhos se formasse "doutor", médico ou advogado, sendo Oswaldo José de Oliveira (o 2º filho homem) o escolhido. Mesmo sendo ferroviário, Oswaldo começou a ter uma formação formal, no Colégio Nacional e na Escola Silva Freire (de ferroviários). Porém, faleceu em 1928, aos 18 anos, vítima de uma "tuberculose galopante". O 3º filho homem, Onofre José de Oliveira Filho faleceu muito precocemente, aos 5 anos, vitimado pela gripe espanhola, em 27 de outubro de 1918, uma semana antes do nascimento de Sebastião de Oliveira (Jesuína também havia contraído o vírus da gripe). O próprio Sebastião de Oliveira reconhece a opção dos pais dele ser o filho escolhido para seguir a carreira acadêmica:
| “ | Quando meu irmão morreu, evidente que eu passei a ser a esperança da família. Eu sei, eu sei, tenho plena consciência dos sacrifícios que papai e mamãe fizeram para me manter na escola, não é. Eu fui o único que não foi trabalhar, quer dizer, meu primeiro emprego foi no Serviço Nacional de Malária, aliás nem era Serviço Nacional ainda, era Serviço de Malária da Baixada Fluminense, quando eu já estava no terceiro ano da Escola de Veterinária. | ” |

Sua avó materna, Bernardina do Espírito Santo, teve sua mãe com Francisco Pinto da Fonseca Telles, o Barão de Taquara (1839-1918), quando ainda era sua escravizada. Tendo ela um sítio, quando criança Sebastião constantemente ia para lá para brincar e, numa história quase anedótica, brincava com "bichinhos" que se acumulavam nas plantas, identificado posteriormente como os "chironomídeos", seres que estudou grande parte de sua vida.

### Formação
Sua formação escolar até o segundo grau foi toda completada em Cascadura primeiro na Escola Azevedo Junior (terminando o curso primário em 1930) e depois faz o, então chamado, "ginasial" no "Gynmnasio Arte e Instrucção", colégio de certo prestígio no subúrbio, aonde se forma em 1935. Sob a reforma de ensino de Francisco Campos (1931) foi obrigado a fazer um curso complementar para poder ingressar no curso superior, pois um "ciclo complementar" propedêutico para o ensino superior fora implementado. O ciclo feito o habilitava para realizar exames para o curso de Agronomia e Veterinária, e, em 1938, entra na Escola Nacional de Medicina Veterinária (que hoje integra a Universidade Federal Rural do Rio de Janeiro) e logo volta-se para a entomologia, principalmente pela influência de Hugo de Souza Lopes que ocupava a cadeira de parasitologia após a saída de Lauro Travassos.

### Fiocruz
Em 1939, ingressou no então Instituto Oswaldo Cruz como bolsista não-renumerado. Colaborou com Marcos Kogan no estudo da ordem Strepsiptera, publicando seis artigos entre 1959 e 1966.

### Massacre de Manguinhos
Em decreto de 1º de abril de 1970 teve seus direitos políticos suspensos junto com outros 6 pesquisadores do Instituto Oswaldo Cruz através de dispositivos do Ato Institucional nº5. Em 03 de abril de 1970 outro decreto aposenta compulsoriamente Herman Lent, Moacyr Vaz de Andrade, Augusto Cid de Mello Périssé, Hugo de Souza Lopes, Sebastião José de Oliveira, Fernando Braga Ubatuba, Tito Arcoverde de Albuquerque Cavalcanti, Haity Moussatché (que também foram atingidos pelo primeiro decreto) e o médico imunologista e especialista na área de Micologia Masao Goto e o parasitólogo Domingos Arthur Machado Filho.
Este processo de debilidade da pesquisa científica na Fiocruz pela perseguição política pela ditadura militar foi chamado de Massacre de Manguinhos por Herman Lent em seu livro homônimo de 1978 (ver mais em artigo do site da Escola Nacional de Saúde Pública - ENSP).
Sendo três dos cassados pesquisadores da Coleção Entomológica do Instituto Oswaldo Cruz, a Entomologia da instituição ficou severamente debilitada, com inúmeras perdas tanto do material, quanto a interrupção abrupta por mais de uma década e meia de um grande número de pesquisas. Um exemplo é o próprio Sebastião de Olivera que pesquisando a família Chironomidae (e sendo pioneiro no Brasil, ao começar a pesquisar sobre em 1944) fora chamado pelo entomólogo Ernst Josef Fittkau, que pesquisava chironomídios na Amazônia em um convênio entre o Instituto Nacional de Pesquisas da Amazônia (INPA) e o Instituto Max Planck, em 1966, para estudarem juntos o material coletado por ele. Fittkau ofereceu uma bolsa na Alemanha para realizar este estudo, mas, pela cassação, Sebastião de Oliveira não poderia mais trabalhar em nenhuma instituição pública não podendo aceitar o convite. Apenas no XII Simpósio Internacional sobre Chironomidae, realizado em Canberra (Austrália) Sebastião de Oliveira retoma o contato com Fittkau, e realizam pesquisas conjuntas, com outros pesquisadores mais novos como Maria Conceição Messias.

### Reintegração
Sebastião seria reintegrado ao quadro de funcionários do Instituto Oswaldo Cruz apenas em 1986, devido à Anistia dada pela Revolução após dezesseis anos de ausência e aos esforços de Sérgio Arouca, recém-eleito presidente da FIOCRUZ, que tinha como uma de suas metas de campanha para a Presidência desfazer as injustiças cometidas no passado.
A reintegração foi feita em um ato público nas escadarias do Castelo Mourisco, com centenas de convidados. Foram reintegrados outros oito cientistas cassados, pois um deles Herman Lent não aceitou voltar, e preferiu ficar lecionando na Universidade Santa Úrsula. Com seu retorno, Sebastião foi convidado a assumir a Curadoria da Coleção Entomológica, lugar anteriormente ocupado pela Dra Maria Luíza Felippe-Bauer, quando de sua vinda do Museu Nacional.

## Morte
Sebastião morreu em 16 de abril de 2005, no Rio de Janeiro, aos 87 anos de idade, devido a uma infecção pulmonar após uma cirurgia cardíaca.

## Contribuição científica

### Espécies descritas
- Oliveriella almeidai (Diptera, Chironomidae)  - Oliveira, 1946
- Spaniotoma (Stictocladius) almeidai (Diptera, Chironomidae) - Oliveira, 1946
- Cardioclaudius brasiliensis (Diptera, Chironomidae)  - Oliveira, 1949
- Clunio brasiliensis (Diptera, Chironomidae)  - Oliveira, 1950
- Telmatogeton nanum (Diptera, Chironomidae)  - Oliveira, 1950
- Telmatogeton atlanticum (Diptera, Chironomidae)  - Oliveira, 1950
- Cardiocladius travassosi (Diptera, Chironomidae)  - Oliveira, 1951
- Clinotanypus sallesi (Diptera, Chironomidae)  - Oliveira, 1953
- Clinotanypus brasiliensis (Diptera, Chironomidae)  - Oliveira, 1953
- Ephydrella freitasi (Diptera, Ephydridae)  - Oliveira, 1954
- Dimecoenia venteli (Diptera, Ephydridae)  - Oliveira, 1954
- Dimecoenia grumanni (Diptera, Ephydridae)  - Oliveira, 1954
- Dimecoenia lopesi (Diptera, Ephydridae)  - Oliveira, 1954
- Dimecoenia lenti (Diptera, Ephydridae)  - Oliveira, 1954
- Haplomyza lopesi (Diptera, Agromyzidae)  - Oliveira, 1954
- Dimecoenia carrerai (Diptera, Ephydridae)  - Oliveira, 1957
- Myrmecolax incautus (Strepsiptera, Myrmecolacidae)  - Oliveira & Kogan, 1959
- Coenocholax wygodzinskyi (Strepsiptera, Myrmecolacidae)  - Oliveira & Kogan, 1959
- Coenocholax beckeri (Strepsiptera, Myrmecolacidae)  - Oliveira & Kogan, 1959
- Coenocholax brasiliensis (Strepsiptera, Myrmecolacidae)  - Oliveira & Kogan, 1959
- Pseudoxenos inclusus (Strepsiptera, Stylopidae) - Oliveira & Kogan, 1962
- Xenos indespectus (Strepsiptera, Stylopidae) - Oliveira & Kogan, 1962
- Xenos hospitus (Strepsiptera, Stylopidae) - Oliveira & Kogan, 1962
- Xenos araujoi (Strepsiptera, Stylopidae) - Oliveira & Kogan, 1962
- Triozocera papuana (Strepsiptera, Mengeidae) - Oliveira & Kogan, 1964
- Coenocholax (Rhipidocolax) acutipennis (Strepsiptera, Myrmecolacidae) - Oliveira & Kogan, 1964
- Myrmecolax longipalpis (Strepsiptera, Myrmecolacidae) - Oliveira & Kogan, 1964
- Myrmecolax odontognatus (Strepsiptera, Myrmecolacidae) - Oliveira & Kogan, 1964
- Lopescladius minutissimus (Diptera, Chironomidae) - Oliveira, 1966
- Brasixenos acinctus (Strepsiptera, Stylopidae) - Oliveira & Kogan, 1966
- Brasixenos brasiliensis (Strepsiptera, Stylopidae) - Oliveira & Kogan, 1966
- Brasixenos bahiensi (Strepsiptera, Stylopidae) - Oliveira & Kogan, 1966
- Brasixenos occidentalis (Strepsiptera, Stylopidae) - Oliveira & Kogan, 1966
- Brasixenos zikani (Strepsiptera, Stylopidae) - Oliveira & Kogan, 1966
- Brasixenos fluminensis (Strepsiptera, Stylopidae) - Oliveira & Kogan, 1966
- Aedokritus souzalopesi (Diptera, Chironomidae) - Oliveira & Messias, 1989
- Tanypus lauroi (Diptera, Chironomidae) - Serpa Filho & Oliveira, 1992
- Laurotanypus travassosi (Diptera, Chironomidae) por Oliveira, Messias & Silva Vasconcelos, 1992
- Djalmabatista travassosi (Diptera, Chironomidae) - Carraro, Oliveira & Rego, 1992
- Dimecoenia travassosi (Diptera, Ephydridae) - Mello & Oliveira, 1992
- Monopelopia minuta (Diptera, Chironomidae) - Serpa Filho & Oliveira, 1997
- Djalmabatista orlandoi (Diptera, Chironomidae) - Oliveira & Carraro, 1997
- Oukuriella sublettei (Diptera, Chironomidae) - Messias & Oliveira, 1999

### Espécies e gêneros em sua homenagem
- Machhfiehela oliveirai (Ceratopogonidae) - Lane, 1946
- Palpomyia oliveirai (Ceratopogonidae) - Lane, 1947
- Machilellus oliveirai (Machillidae) - Wygodzinsky. 1949
- Paryphoconus oliveirai (Ceratopogonidae) - Lane, 1956
- Leia oliverai (Mycetophilidae) - Lane, 1959
- Stenolenoides oliveirai (Reduviidae) - Wygodzinsky, 1966
- Lutzomyia oliveirai (Psychididae) - Silva & Falcão, 1970
- Notochaetomima oliveirai (Sarcophagidae) - Lopes, 1973
- Oukuriella oliveirai (Chironomidae) - Messias & Fittkau, 1997
- Oliveiriella (gênero) - Wiendenbrug] & Fittkau, 1997